# 小行星6127
小行星6127（英語：6127 Hetherington）是一颗围绕太阳公转的小行星。1989年4月25日，埃莉諾·赫琳在帕洛马山发现了此天体。
这颗小行星的绝对星等为117.0782383679891等。